# František Kupka
František Kupka (Opočno, 1871 - Puteaux, 1957) fou un pintor txec considerat com un dels pioners de l'art abstracte.
Les seves primeres obres artístiques mostren una preocupació inusual, sovint poc realista, pel color i per una distorsió expressiva.
Des de 1911 a 1912, al mateix temps que el pintor francès Robert Delaunay, Kupka va realitzar els seus primers treballs completament abstractes, com Amorfa: fugida de dos colors (1912, Galeria Nacional de Praga), que consisteix en formes circulars acolorides i línies organitzades en una disposició rítmica.
Va continuar experimentant dintre de l'abstracció, i va agrupar la seva obra artística en cinc categories: cercles, verticals, verticals i diagonals, triangles i diagonals. No va ser un pintor tan influent com altres del moviment abstracte, i per això no va rebre el reconeixement que es mereixia fins després de la seva mort.